# Segunda División B de España 1988-89
La temporada 1988–89 de la Segunda División B de España de fútbol corresponde a la 12.ª edición del campeonato y se disputó entre el 3 de septiembre de 1988 y el 25 de junio de 1989.

## Sistema de competición
Participaron ochenta clubes de toda la geografía española. Encuadrados en cuatro grupos, se enfrentaron todos contra todos en dos ocasiones -una en campo propio y otra en campo contrario- durante un total de 38 jornadas. El orden de los encuentros se decidía por sorteo antes de empezar la competición. La Real Federación Española de Fútbol era la responsable de designar a los árbitros de cada encuentro.
El ganador de un partido obtenía dos puntos, el perdedor no sumaba puntos, y en caso de un empate había un punto para cada equipo. Al término del campeonato, el equipo que acumulaba más puntos se proclamaba campeón y ascendía a Segunda División.
Los cuatro últimos equipos clasificados de cada grupo, y el peor decimosexto, descendían a Tercera División.

## Nota
Hoy en día hay clubes que su nombre han derivado a idiomas como catalán-valenciano-balear, euskera o gallego; pero para reflejar la realidad de la época, los nombres de los equipos aparecen tal y como se inscribieron para competir en esta temporada.

## Equipos de la temporada 1988/89
| Datos de ascensos y descensos |
| --- |
| Bilbao Athletic, Cartagena FC, Granada CF y Hércules CF descienden de Segunda División A. UD Alzira, SD Eibar, CFJ Mollerussa y UD Salamanca ascienden a Segunda División A. Benidorm CD, CP Cacereño, Caudal Deportivo, CD Cieza, UB Conquense, CD Constancia, Daimiel CF, Gimnástica de Torrelavega, Girona FC, CD Júpiter, CD Laredo, Las Palmas Atlético, CD Mestalla, CD Mirandés, AD Parla, SD Rayo Cantabria y CD Ronda descienden a Tercera División. Algeciras CF, Baracaldo CF, CD Binéfar, CD Calahorra, CD Don Benito, CD Marino, SD Gimnástica Medinense, Real Jaén CF, Nules CF, Real Oviedo Aficionados, Palamós CF, CD Pegaso, Racing de Ferrol, CD Santa Ponsa, Santoña CF, Club Atlético Tomelloso y Torrevieja CF ascienden a Segunda División B. |

### Grupo I
En este grupo se encuentran los equipos de: Galicia (9), Asturias (3), Cantabria (1), la mayor parte del País Vasco (5) y parte de Castilla y León (2).
| - CD Arenteiro - Arosa SC - Bergantiños FC - CD Endesa As Pontes - CD Lalín - CD Lugo - CD Orense - Pontevedra CF - Racing de Ferrol - Real Avilés Industrial |  | - UP Langreo - Real Oviedo Aficionados - Santoña CF - Baracaldo CF - CD Basconia - Bilbao Athletic - SD Cultural Durango - SD Lemona - Cultural Leonesa - SD Ponferradina |

### Grupo II
En este grupo se encuentran los equipos de: Una parte del País Vasco (1), Cataluña (5), Islas Baleares (5), Navarra (1), La Rioja (2), Aragón (5) y del Principado de Andorra (1).
| - San Sebastián CF - FC Barcelona Aficionados - Gimnàstic de Tarragona - CD Hospitalet - Palamós CF - Terrassa FC - CD Atlético Baleares - CD Cala Millor - UD Poblense - CD Santa Ponsa |  | - CF Sporting Mahonés - Osasuna Promesas - CD Arnedo - CD Calahorra - Deportivo Aragón - CD Binéfar - CD Endesa Andorra - UD Fraga - CD Teruel - FC Andorra |

### Grupo III
En este grupo se encuentran los equipos de: Comunidad de Madrid (6), parte de Castilla y León (2), parte de Andalucía (5), Canarias (3), Extremadura (3), y parte de Castilla-La Mancha (1).
| - RSD Alcalá - Atlético Madrileño - Getafe CF - CD Leganés - CD Pegaso - UD San Sebastián de los Reyes - Real Ávila CF - SD Gimnástica Medinense - Betis Deportivo - Córdoba CF |  | - Real Jaén CF - Linares CF - Sevilla Atlético - CD Marino - CD Maspalomas - UD Telde - CD Badajoz - CD Don Benito - UP Plasencia - Club Atlético Tomelloso |

### Grupo IV
En este grupo se encuentran los equipos de: Comunidad Valenciana (9), parte de Andalucía (6), Región de Murcia (2), parte de Castilla-La Mancha (1), y las ciudades autónomas de Ceuta (1) y Melilla (1).
| - CD Alcoyano - CD Eldense - CF Gandía - Hércules CF - Levante UD - Nules CF - CD Olímpic de Xàtiva - Torrevieja CF - Villarreal CF - Algeciras CF |  | - Granada CF - RB Linense - Club Atlético Marbella - Polideportivo Almería - Atlético Sanluqueño CF - Cartagena FC - CF Lorca Deportiva - Albacete Balompié - AD Ceuta - UD Melilla |

## Resultados y clasificaciones

### Grupo I

#### Clasificación
| Pos. | Equipo                      | Pts. | PJ | G  | E  | P  | GF | GC | Dif. | Clasificación               |
| ---- | --------------------------- | ---- | -- | -- | -- | -- | -- | -- | ---- | --------------------------- |
| 1    | Bilbao Athletic (C, A)      | 59   | 38 | 26 | 7  | 5  | 74 | 37 | +37  | Ascenso a Segunda División  |
| 2    | Baracaldo C. F.             | 51   | 38 | 21 | 9  | 8  | 56 | 32 | +24  |                             |
| 3    | C. D. Orense                | 51   | 38 | 18 | 15 | 5  | 50 | 23 | +27  |                             |
| 4    | Real Avilés Industrial      | 50   | 38 | 17 | 16 | 5  | 48 | 25 | +23  |                             |
| 5    | C. D. Lugo                  | 47   | 38 | 18 | 11 | 9  | 49 | 20 | +29  |                             |
| 6    | Pontevedra C. F.            | 43   | 38 | 15 | 13 | 10 | 45 | 34 | +11  |                             |
| 7    | C. D. Endesa As Pontes      | 43   | 38 | 17 | 9  | 12 | 54 | 46 | +8   |                             |
| 8    | Cultural Leonesa            | 41   | 38 | 16 | 9  | 13 | 44 | 37 | +7   |                             |
| 9    | Arosa S. C.                 | 40   | 38 | 15 | 10 | 13 | 41 | 33 | +8   |                             |
| 10   | S. D. Ponferradina          | 36   | 38 | 14 | 8  | 16 | 42 | 44 | −2   |                             |
| 11   | U. P. Langreo               | 34   | 38 | 10 | 14 | 14 | 43 | 49 | −6   |                             |
| 12   | C. D. Lalín                 | 34   | 38 | 12 | 10 | 16 | 28 | 39 | −11  |                             |
| 13   | Racing de Ferrol            | 34   | 38 | 11 | 12 | 15 | 32 | 38 | −6   |                             |
| 14   | C. D. Basconia              | 34   | 38 | 9  | 16 | 13 | 36 | 48 | −12  |                             |
| 15   | S. D. Lemona                | 33   | 38 | 9  | 15 | 14 | 29 | 33 | −4   |                             |
| 16   | S. D. Cultural Durango      | 33   | 38 | 10 | 13 | 15 | 29 | 40 | −11  |                             |
| 17   | C. D. Arenteiro (D)         | 26   | 38 | 10 | 6  | 22 | 26 | 53 | −27  | Descenso a Tercera División |
| 18   | Santoña C. F. (D)           | 25   | 38 | 7  | 11 | 20 | 19 | 49 | −30  | Descenso a Tercera División |
| 19   | Real Oviedo Aficionados (D) | 24   | 38 | 7  | 10 | 21 | 31 | 68 | −37  | Descenso a Tercera División |
| 20   | Bergantiños F. C. (D)       | 22   | 38 | 6  | 10 | 22 | 31 | 59 | −28  | Descenso a Tercera División |

 Fuente: BDFutbol
Criterios de clasificación: Puntos · Enfrentamientos directos · Diferencia de goles · Goles a favor · Play-off

#### Resultados
| Local \ Visitante       | ARE | ARO | AVI | BAR | BAS | BER | BIL | CDU | CDL | EAP | LAL | LAN | LEM | LUG | ORE | OVI | PNF | PNT | RFE | SAN |
| ----------------------- | --- | --- | --- | --- | --- | --- | --- | --- | --- | --- | --- | --- | --- | --- | --- | --- | --- | --- | --- | --- |
| C. D. Arenteiro         | —   | 0–1 | 0–1 | 0–2 | 1–0 | 2–0 | 2–3 | 1–0 | 0–2 | 0–1 | 3–0 | 1–0 | 1–0 | 1–0 | 1–1 | 1–0 | 1–3 | 1–0 | 0–0 | 2–0 |
| Arosa S. C.             | 5–2 | —   | 2–1 | 1–0 | 3–0 | 1–0 | 0–0 | 3–1 | 4–1 | 0–1 | 0–1 | 1–2 | 2–1 | 2–1 | 1–1 | 3–0 | 0–1 | 0–1 | 1–1 | 0–1 |
| Real Avilés Industrial  | 2–0 | 0–0 | —   | 2–2 | 1–1 | 2–1 | 0–1 | 3–0 | 1–0 | 1–0 | 0–0 | 0–0 | 0–0 | 2–0 | 0–0 | 2–2 | 2–0 | 1–0 | 6–1 | 0–0 |
| Baracaldo C. F.         | 4–0 | 1–1 | 0–0 | —   | 0–1 | 3–1 | 1–2 | 1–0 | 0–2 | 2–1 | 1–0 | 2–1 | 2–0 | 3–0 | 1–0 | 3–1 | 2–0 | 1–2 | 1–0 | 1–0 |
| C. D. Basconia          | 1–1 | 3–0 | 2–1 | 0–1 | —   | 1–1 | 1–2 | 1–1 | 0–0 | 1–1 | 1–2 | 2–2 | 1–1 | 0–4 | 1–1 | 2–1 | 2–1 | 0–3 | 1–3 | 2–0 |
| Bergantiños F. C.       | 2–0 | 2–0 | 0–2 | 0–1 | 1–1 | —   | 1–2 | 0–1 | 2–1 | 0–1 | 2–3 | 5–3 | 0–0 | 0–5 | 1–3 | 2–2 | 1–2 | 1–2 | 0–1 | 0–0 |
| Bilbao Athletic         | 5–0 | 2–1 | 1–3 | 2–2 | 5–2 | 3–1 | —   | 1–0 | 4–0 | 2–0 | 2–0 | 1–1 | 1–1 | 1–0 | 1–1 | 2–0 | 3–2 | 4–1 | 3–0 | 2–0 |
| S. D. Cultural Durango  | 1–1 | 1–0 | 0–2 | 2–2 | 0–0 | 1–0 | 1–2 | —   | 2–0 | 1–2 | 3–1 | 0–2 | 1–0 | 0–1 | 1–0 | 1–1 | 2–2 | 0–0 | 1–0 | 2–1 |
| Cultural Leonesa        | 1–0 | 3–1 | 0–1 | 2–0 | 2–2 | 0–2 | 1–1 | 0–0 | —   | 3–0 | 2–0 | 1–1 | 1–0 | 1–1 | 1–2 | 4–0 | 2–0 | 1–0 | 0–0 | 1–1 |
| C. D. Endesa As Pontes  | 2–0 | 1–1 | 2–2 | 4–1 | 2–1 | 6–0 | 1–3 | 1–1 | 2–1 | —   | 2–0 | 1–0 | 2–0 | 0–0 | 0–0 | 6–1 | 2–1 | 3–3 | 1–2 | 2–1 |
| C. D. Lalín             | 2–0 | 0–1 | 0–0 | 0–1 | 1–0 | 0–0 | 1–2 | 1–0 | 0–1 | 1–2 | —   | 0–1 | 1–1 | 1–0 | 1–0 | 2–1 | 0–0 | 2–1 | 1–1 | 1–0 |
| U. P. Langreo           | 2–0 | 1–1 | 0–0 | 2–3 | 1–1 | 3–1 | 1–2 | 4–1 | 1–2 | 2–1 | 1–1 | —   | 1–0 | 0–0 | 0–1 | 0–0 | 0–0 | 2–2 | 2–1 | 1–3 |
| S. D. Lemona            | 2–1 | 0–0 | 0–0 | 0–2 | 1–1 | 2–1 | 3–1 | 2–0 | 0–1 | 0–0 | 3–0 | 1–1 | —   | 0–0 | 1–1 | 3–2 | 2–1 | 0–0 | 3–0 | 1–0 |
| C. D. Lugo              | 0–0 | 2–1 | 0–0 | 1–0 | 2–0 | 0–0 | 3–0 | 0–3 | 1–0 | 4–0 | 1–1 | 4–0 | 2–1 | —   | 1–0 | 0–0 | 2–0 | 0–0 | 1–0 | 5–0 |
| C. D. Orense            | 2–0 | 2–0 | 2–2 | 1–1 | 1–1 | 1–0 | 3–0 | 1–0 | 2–0 | 1–0 | 2–1 | 2–0 | 0–0 | 1–2 | —   | 1–0 | 3–0 | 2–0 | 0–0 | 4–1 |
| Real Oviedo Aficionados | 1–0 | 1–2 | 0–5 | 0–4 | 1–0 | 0–0 | 1–4 | 0–0 | 0–1 | 1–3 | 1–0 | 3–2 | 0–0 | 0–4 | 1–1 | —   | 2–0 | 0–2 | 3–2 | 3–0 |
| S. D. Ponferradina      | 3–2 | 0–1 | 3–0 | 1–1 | 0–1 | 1–1 | 0–1 | 3–0 | 0–3 | 2–0 | 1–1 | 2–0 | 1–0 | 1–0 | 1–4 | 3–1 | —   | 2–0 | 1–0 | 0–0 |
| Pontevedra C. F.        | 2–1 | 0–1 | 1–2 | 1–1 | 0–0 | 2–0 | 1–1 | 1–1 | 2–2 | 5–1 | 2–1 | 0–0 | 2–0 | 1–0 | 0–0 | 1–0 | 1–0 | —   | 2–0 | 4–0 |
| Racing de Ferrol        | 2–0 | 0–0 | 2–0 | 1–1 | 0–1 | 0–1 | 0–2 | 0–0 | 2–0 | 2–0 | 0–0 | 2–0 | 2–0 | 0–2 | 2–2 | 0–0 | 0–0 | 3–0 | —   | 1–0 |
| Santoña C. F.           | 0–0 | 0–0 | 0–1 | 0–2 | 0–1 | 1–1 | 1–0 | 0–0 | 2–1 | 0–0 | 0–1 | 1–3 | 1–0 | 0–0 | 0–1 | 2–1 | 1–4 | 0–0 | 2–1 | —   |

### Grupo II

#### Clasificación
| Pos. | Equipo                          | Pts. | PJ | G  | E  | P  | GF | GC | Dif. | Clasificación               |
| ---- | ------------------------------- | ---- | -- | -- | -- | -- | -- | -- | ---- | --------------------------- |
| 1    | Palamós C. F. (C, A)            | 59   | 38 | 23 | 13 | 2  | 70 | 30 | +40  | Ascenso a Segunda División  |
| 2    | F. C. Andorra                   | 54   | 38 | 23 | 8  | 7  | 59 | 28 | +31  |                             |
| 3    | San Sebastián C. F.             | 46   | 38 | 20 | 6  | 12 | 57 | 34 | +23  |                             |
| 4    | C. D. Teruel                    | 45   | 38 | 17 | 11 | 10 | 43 | 35 | +8   |                             |
| 5    | C. F. Sporting Mahonés          | 45   | 38 | 18 | 9  | 11 | 43 | 35 | +8   |                             |
| 6    | C. D. Atlético Baleares         | 45   | 38 | 15 | 15 | 8  | 54 | 40 | +14  |                             |
| 7    | C. A. Osasuna Promesas          | 42   | 38 | 15 | 12 | 11 | 59 | 46 | +13  |                             |
| 8    | C. D. Binéfar                   | 40   | 38 | 15 | 10 | 13 | 57 | 50 | +7   |                             |
| 9    | Gimnàstic de Tarragona          | 40   | 38 | 13 | 14 | 11 | 54 | 44 | +10  |                             |
| 10   | C. D. Hospitalet                | 38   | 38 | 15 | 8  | 15 | 57 | 44 | +13  |                             |
| 11   | F. C. Barcelona Aficionados (D) | 37   | 38 | 16 | 5  | 17 | 64 | 58 | +6   | Descenso a Tercera División |
| 12   | C. D. Endesa Andorra            | 36   | 38 | 11 | 14 | 13 | 41 | 54 | −13  |                             |
| 13   | C. D. Calahorra                 | 35   | 38 | 13 | 9  | 16 | 44 | 48 | −4   |                             |
| 14   | U. D. Fraga                     | 34   | 38 | 12 | 10 | 16 | 41 | 54 | −13  |                             |
| 15   | C. D. Cala Millor (D)           | 33   | 38 | 12 | 9  | 17 | 49 | 56 | −7   | Descenso a Tercera División |
| 16   | Deportivo Aragón                | 32   | 38 | 10 | 12 | 16 | 38 | 41 | −3   |                             |
| 17   | C. D. Arnedo (D)                | 32   | 38 | 11 | 10 | 17 | 43 | 56 | −13  | Descenso a Tercera División |
| 18   | U. D. Poblense (D)              | 26   | 38 | 9  | 8  | 21 | 28 | 56 | −28  | Descenso a Tercera División |
| 19   | Terrassa F. C. (D)              | 26   | 38 | 10 | 6  | 22 | 37 | 68 | −31  | Descenso a Tercera División |
| 20   | C. D. Santa Ponsa (D)           | 15   | 38 | 2  | 11 | 25 | 24 | 92 | −68  | Descenso a Tercera División |

 Fuente: BDFutbol
Criterios de clasificación: Puntos · Enfrentamientos directos · Diferencia de goles · Goles a favor · Play-off
Notas:
1. ↑  Por el descenso a Segunda División B del F. C. Barcelona Atlético, el F. C. Barcelona Aficionados fue forzado a bajar Tercera División. La A. E. C. Manlleu, tercero del grupo V de Tercera División, cubrió la plaza del Barcelona Aficionados
2. ↑  Descenso a Tercera División por impagos, dejando su plaza a la S. D. Ibiza, segundo del grupo XI de Tercera División

#### Resultados
| Local \ Visitante           | FCA | ARA | ARN | BAL | BAR | BIN | CAM | CAL | END | FRA | GIM | HOS | OSA | PAL | POB | SAS | SAP | SMH | TRS | TRL |
| --------------------------- | --- | --- | --- | --- | --- | --- | --- | --- | --- | --- | --- | --- | --- | --- | --- | --- | --- | --- | --- | --- |
| F. C. Andorra               | —   | 1–0 | 0–1 | 1–2 | 2–3 | 3–0 | 2–0 | 3–1 | 2–1 | 2–0 | 1–0 | 1–0 | 1–1 | 2–0 | 1–0 | 1–0 | 5–0 | 0–0 | 3–1 | 2–0 |
| Deportivo Aragón            | 0–1 | —   | 1–2 | 0–1 | 3–0 | 3–3 | 1–1 | 0–1 | 0–1 | 2–0 | 1–1 | 1–2 | 2–2 | 0–0 | 3–1 | 0–1 | 4–0 | 1–1 | 2–0 | 3–0 |
| C. D. Arnedo                | 0–2 | 0–1 | —   | 1–1 | 1–2 | 5–3 | 1–1 | 1–1 | 1–1 | 1–0 | 1–1 | 1–1 | 3–0 | 1–1 | 2–0 | 0–2 | 4–0 | 0–1 | 0–1 | 1–2 |
| C. D. Atlético Baleares     | 0–0 | 1–1 | 2–0 | —   | 3–0 | 3–1 | 2–2 | 2–0 | 3–1 | 3–1 | 1–1 | 1–0 | 2–1 | 2–1 | 1–0 | 1–1 | 8–0 | 1–1 | 1–3 | 0–0 |
| F. C. Barcelona Aficionados | 0–2 | 1–0 | 2–0 | 0–1 | —   | 3–1 | 2–1 | 0–2 | 5–0 | 3–0 | 3–1 | 0–2 | 4–2 | 3–4 | 2–1 | 1–2 | 8–0 | 1–0 | 0–0 | 1–1 |
| C. D. Binéfar               | 1–3 | 2–0 | 2–1 | 2–0 | 0–2 | —   | 3–2 | 2–0 | 0–0 | 1–1 | 6–2 | 0–1 | 0–2 | 1–1 | 5–0 | 0–1 | 6–0 | 2–1 | 0–0 | 1–0 |
| C. D. Cala Millor           | 1–3 | 1–1 | 5–0 | 0–0 | 4–1 | 3–0 | —   | 1–1 | 3–0 | 2–1 | 0–0 | 0–0 | 2–1 | 1–2 | 3–0 | 3–0 | 2–2 | 1–0 | 2–0 | 0–1 |
| C. D. Calahorra             | 1–1 | 4–1 | 1–4 | 0–0 | 0–2 | 1–1 | 4–1 | —   | 3–0 | 2–1 | 0–3 | 1–0 | 0–0 | 1–2 | 1–0 | 1–2 | 2–1 | 2–1 | 6–2 | 1–3 |
| C. D. Endesa Andorra        | 2–2 | 0–0 | 2–1 | 1–1 | 2–0 | 3–0 | 1–0 | 0–1 | —   | 1–1 | 3–2 | 1–2 | 3–2 | 3–3 | 2–3 | 3–2 | 2–2 | 1–0 | 3–1 | 0–0 |
| U. D. Fraga                 | 2–0 | 2–1 | 2–1 | 1–1 | 2–2 | 1–2 | 2–1 | 1–0 | 1–1 | —   | 0–0 | 2–1 | 2–0 | 0–2 | 2–1 | 0–0 | 5–0 | 1–1 | 2–2 | 2–0 |
| Gimnàstic de Tarragona      | 1–0 | 0–1 | 2–2 | 2–1 | 3–1 | 0–0 | 4–2 | 0–0 | 1–1 | 6–0 | —   | 1–4 | 1–1 | 0–1 | 2–1 | 1–2 | 2–1 | 0–0 | 4–1 | 0–1 |
| C. D. Hospitalet            | 1–2 | 4–0 | 5–0 | 3–0 | 3–0 | 0–3 | 1–0 | 2–0 | 0–0 | 2–1 | 0–2 | —   | 2–3 | 2–2 | 1–1 | 2–2 | 4–2 | 1–1 | 4–1 | 1–2 |
| C. A. Osasuna Promesas      | 2–3 | 2–0 | 2–0 | 2–0 | 3–2 | 3–1 | 4–0 | 0–0 | 3–0 | 6–0 | 1–3 | 2–1 | —   | 0–0 | 2–1 | 1–0 | 0–0 | 2–1 | 1–1 | 1–1 |
| Palamós C. F.               | 1–1 | 1–1 | 4–0 | 2–0 | 2–1 | 1–1 | 4–0 | 3–1 | 1–0 | 2–1 | 0–0 | 2–0 | 2–0 | —   | 3–1 | 1–0 | 4–0 | 3–0 | 1–0 | 2–0 |
| U. D. Poblense              | 0–2 | 0–0 | 0–1 | 1–1 | 2–1 | 1–1 | 0–2 | 0–2 | 2–0 | 0–0 | 1–3 | 2–0 | 1–0 | 0–0 | —   | 1–0 | 1–0 | 1–3 | 2–0 | 0–0 |
| San Sebastián C. F.         | 1–1 | 0–1 | 2–1 | 4–0 | 2–1 | 0–0 | 5–0 | 2–1 | 2–1 | 2–1 | 2–1 | 3–1 | 0–0 | 0–2 | 5–0 | —   | 3–0 | 1–2 | 5–0 | 0–2 |
| C. D. Santa Ponsa           | 1–1 | 0–1 | 2–2 | 1–1 | 0–4 | 1–2 | 0–1 | 2–1 | 0–0 | 0–1 | 1–2 | 0–0 | 2–2 | 2–2 | 0–1 | 0–1 | —   | 0–1 | 2–1 | 0–0 |
| C. F. Sporting Mahonés      | 2–1 | 2–1 | 0–1 | 1–1 | 1–1 | 1–0 | 2–0 | 1–0 | 4–0 | 0–2 | 1–1 | 1–0 | 4–2 | 1–2 | 2–0 | 1–0 | 5–1 | —   | 2–1 | 1–0 |
| Terrassa F. C.              | 0–1 | 1–0 | 0–1 | 2–6 | 1–1 | 0–1 | 4–1 | 2–0 | 0–1 | 1–0 | 2–1 | 0–2 | 0–1 | 1–2 | 1–1 | 1–0 | 2–1 | 1–3 | —   | 3–0 |
| C. D. Teruel                | 2–0 | 1–1 | 1–1 | 2–0 | 4–1 | 1–3 | 1–0 | 1–1 | 0–0 | 2–0 | 0–0 | 3–2 | 1–0 | 1–4 | 2–1 | 1–2 | 1–0 | 1–0 | 5–0 | —   |

### Grupo III

#### Clasificación
| Pos. | Equipo                               | Pts. | PJ | G  | E  | P  | GF | GC | Dif. | Clasificación               |
| ---- | ------------------------------------ | ---- | -- | -- | -- | -- | -- | -- | ---- | --------------------------- |
| 1    | Atlético Madrileño (C, A)            | 52   | 38 | 21 | 10 | 7  | 78 | 40 | +38  | Ascenso a Segunda División  |
| 2    | Sevilla Atlético                     | 51   | 38 | 20 | 11 | 7  | 53 | 31 | +22  |                             |
| 3    | Linares C. F.                        | 51   | 38 | 18 | 15 | 5  | 46 | 25 | +21  |                             |
| 4    | C. D. Badajoz                        | 49   | 38 | 21 | 7  | 10 | 60 | 33 | +27  |                             |
| 5    | Atlético Tomelloso                   | 46   | 38 | 18 | 10 | 10 | 53 | 36 | +17  |                             |
| 6    | Getafe C. F.                         | 43   | 38 | 16 | 11 | 11 | 52 | 36 | +16  |                             |
| 7    | R. S. D. Alcalá                      | 41   | 38 | 13 | 15 | 10 | 42 | 45 | −3   |                             |
| 8    | C. D. Leganés                        | 39   | 38 | 13 | 13 | 12 | 36 | 37 | −1   |                             |
| 9    | C. D. Pegaso                         | 38   | 38 | 15 | 8  | 15 | 47 | 49 | −2   |                             |
| 10   | C. D. Marino                         | 37   | 38 | 15 | 7  | 16 | 44 | 45 | −1   |                             |
| 11   | Real Jaén C. F.                      | 37   | 38 | 13 | 11 | 14 | 43 | 48 | −5   |                             |
| 12   | Real Ávila C. F.                     | 35   | 38 | 12 | 11 | 15 | 39 | 42 | −3   |                             |
| 13   | Córdoba C. F.                        | 35   | 38 | 13 | 9  | 16 | 36 | 39 | −3   |                             |
| 14   | C. D. Maspalomas                     | 34   | 38 | 10 | 14 | 14 | 39 | 47 | −8   |                             |
| 15   | U. D. Telde                          | 32   | 38 | 10 | 12 | 16 | 51 | 55 | −4   |                             |
| 16   | U. D. San Sebastián de los Reyes (D) | 32   | 38 | 10 | 12 | 16 | 28 | 43 | −15  | Descenso a Tercera División |
| 17   | U. P. Plasencia (D)                  | 32   | 38 | 7  | 18 | 13 | 28 | 32 | −4   | Descenso a Tercera División |
| 18   | Betis Deportivo (D)                  | 29   | 38 | 9  | 11 | 18 | 54 | 67 | −13  | Descenso a Tercera División |
| 19   | C. D. Don Benito (D)                 | 28   | 38 | 9  | 10 | 19 | 30 | 59 | −29  | Descenso a Tercera División |
| 20   | S. D. Gimnástica Medinense (D)       | 19   | 38 | 5  | 9  | 24 | 29 | 79 | −50  | Descenso a Tercera División |

 Fuente: BDFutbol
Criterios de clasificación: Puntos · Enfrentamientos directos · Diferencia de goles · Goles a favor · Play-off

#### Resultados
| Local \ Visitante                | ALC | ATM | AVI | BAD | BET | COR | DBE | GET | GIM | JAE | LEG | LIN | MAR | MAS | PEG | PLA | SSR | SEV | TEL | TOM |
| -------------------------------- | --- | --- | --- | --- | --- | --- | --- | --- | --- | --- | --- | --- | --- | --- | --- | --- | --- | --- | --- | --- |
| R. S. D. Alcalá                  | —   | 1–0 | 3–2 | 1–2 | 2–2 | 0–0 | 1–1 | 0–4 | 2–0 | 0–1 | 0–1 | 1–1 | 2–1 | 1–0 | 3–0 | 1–1 | 0–0 | 0–0 | 2–1 | 2–0 |
| Atlético Madrileño               | 1–1 | —   | 4–0 | 1–3 | 3–3 | 2–1 | 3–1 | 3–2 | 8–1 | 4–1 | 1–1 | 2–0 | 2–1 | 6–1 | 1–1 | 2–0 | 2–0 | 0–0 | 3–2 | 0–0 |
| Real Ávila C. F.                 | 0–0 | 1–2 | —   | 1–0 | 0–2 | 2–1 | 1–0 | 1–3 | 1–0 | 2–1 | 2–1 | 0–1 | 5–1 | 2–0 | 0–1 | 1–1 | 0–0 | 1–0 | 2–0 | 1–1 |
| C. D. Badajoz                    | 4–0 | 3–2 | 1–1 | —   | 1–1 | 1–0 | 1–0 | 2–0 | 6–0 | 3–0 | 0–1 | 2–2 | 2–0 | 1–1 | 1–0 | 0–0 | 1–0 | 0–1 | 5–3 | 2–0 |
| Betis Deportivo                  | 3–1 | 2–1 | 0–2 | 1–2 | —   | 3–1 | 1–2 | 0–2 | 3–0 | 0–2 | 1–1 | 2–2 | 1–3 | 3–1 | 0–3 | 1–0 | 1–1 | 0–1 | 1–2 | 0–0 |
| Córdoba C. F.                    | 1–0 | 1–3 | 1–0 | 1–2 | 1–1 | —   | 2–1 | 0–0 | 2–1 | 0–0 | 0–1 | 0–0 | 2–1 | 3–1 | 0–1 | 2–0 | 5–1 | 1–2 | 1–0 | 2–1 |
| C. D. Don Benito                 | 2–2 | 1–0 | 2–2 | 1–0 | 0–4 | 1–2 | —   | 0–1 | 3–2 | 0–0 | 1–1 | 2–0 | 1–4 | 1–1 | 1–1 | 0–2 | 0–0 | 2–1 | 1–0 | 1–3 |
| Getafe C. F.                     | 5–1 | 0–2 | 1–0 | 0–2 | 3–3 | 0–0 | 2–0 | —   | 4–2 | 0–0 | 0–0 | 0–2 | 3–0 | 0–0 | 4–3 | 2–0 | 1–0 | 0–0 | 3–0 | 0–2 |
| S. D. Gimnástica Medinense       | 1–2 | 0–4 | 1–4 | 0–3 | 2–2 | 1–0 | 3–1 | 0–0 | —   | 1–1 | 1–3 | 0–0 | 2–1 | 1–2 | 0–3 | 0–0 | 1–1 | 0–2 | 2–1 | 1–0 |
| Real Jaén C. F.                  | 2–2 | 1–2 | 0–0 | 3–0 | 1–3 | 2–1 | 2–0 | 3–1 | 2–1 | —   | 0–0 | 1–2 | 2–1 | 1–1 | 1–2 | 0–3 | 2–1 | 2–0 | 1–0 | 1–1 |
| C. D. Leganés                    | 1–1 | 1–1 | 2–0 | 0–0 | 3–2 | 1–1 | 1–0 | 2–1 | 2–0 | 1–0 | —   | 0–0 | 0–0 | 1–1 | 0–1 | 1–0 | 3–0 | 3–0 | 0–2 | 1–2 |
| Linares C. F.                    | 0–0 | 1–0 | 2–1 | 0–1 | 1–1 | 1–0 | 4–0 | 1–0 | 3–1 | 1–0 | 2–0 | —   | 2–0 | 2–0 | 3–1 | 1–0 | 0–0 | 2–2 | 2–0 | 2–1 |
| C. D. Marino                     | 1–2 | 1–1 | 1–0 | 2–1 | 1–0 | 0–0 | 0–1 | 1–0 | 0–0 | 1–0 | 4–0 | 2–0 | —   | 1–0 | 3–0 | 2–1 | 0–0 | 1–0 | 2–0 | 1–2 |
| C. D. Maspalomas                 | 1–2 | 1–2 | 3–1 | 1–0 | 5–1 | 2–0 | 0–0 | 1–3 | 0–0 | 4–2 | 1–0 | 1–1 | 1–1 | —   | 2–0 | 0–0 | 0–0 | 3–1 | 0–0 | 0–0 |
| C. D. Pegaso                     | 0–0 | 0–2 | 1–0 | 2–0 | 3–2 | 3–1 | 2–0 | 1–1 | 1–1 | 0–3 | 2–0 | 1–1 | 5–2 | 1–0 | —   | 0–0 | 1–2 | 0–2 | 1–1 | 2–3 |
| U. P. Plasencia                  | 0–1 | 0–0 | 1–1 | 1–2 | 3–2 | 2–0 | 2–1 | 0–0 | 0–0 | 2–2 | 0–0 | 1–1 | 1–1 | 2–0 | 1–0 | —   | 0–1 | 1–2 | 0–0 | 0–0 |
| U. D. San Sebastián de los Reyes | 1–2 | 0–2 | 0–0 | 0–0 | 1–0 | 0–1 | 1–2 | 0–2 | 2–0 | 0–1 | 3–2 | 0–0 | 1–0 | 1–0 | 2–1 | 2–1 | —   | 1–3 | 0–0 | 4–2 |
| Sevilla Atlético                 | 2–1 | 4–2 | 2–0 | 2–1 | 2–0 | 2–0 | 0–0 | 1–1 | 2–1 | 4–1 | 3–1 | 0–0 | 1–0 | 4–1 | 2–3 | 0–0 | 2–0 | —   | 0–0 | 3–2 |
| U. D. Telde                      | 2–2 | 2–2 | 0–0 | 2–5 | 6–1 | 0–2 | 5–0 | 0–3 | 4–2 | 1–1 | 2–0 | 1–3 | 3–2 | 1–1 | 3–0 | 1–1 | 3–1 | 0–0 | —   | 3–1 |
| Atlético Tomelloso               | 1–0 | 1–2 | 2–2 | 2–0 | 2–1 | 0–0 | 2–0 | 3–0 | 4–0 | 3–0 | 2–0 | 1–0 | 1–1 | 1–2 | 1–0 | 2–1 | 2–1 | 0–0 | 2–0 | —   |

### Grupo IV

#### Clasificación
| Pos. | Equipo                    | Pts. | PJ | G  | E  | P  | GF | GC | Dif. | Clasificación               |
| ---- | ------------------------- | ---- | -- | -- | -- | -- | -- | -- | ---- | --------------------------- |
| 1    | Levante U. D. (C, A)      | 59   | 38 | 25 | 9  | 4  | 66 | 29 | +37  | Ascenso a Segunda División  |
| 2    | A. D. Ceuta               | 48   | 38 | 15 | 18 | 5  | 44 | 23 | +21  |                             |
| 3    | Atlético Sanluqueño C. F. | 47   | 38 | 17 | 13 | 8  | 47 | 27 | +20  |                             |
| 4    | Villarreal C. F.          | 45   | 38 | 15 | 15 | 8  | 53 | 34 | +19  |                             |
| 5    | C. D. Eldense             | 44   | 38 | 15 | 14 | 9  | 37 | 32 | +5   |                             |
| 6    | Atlético Marbella         | 43   | 38 | 15 | 13 | 10 | 46 | 32 | +14  |                             |
| 7    | Cartagena F. C.           | 41   | 38 | 16 | 9  | 13 | 39 | 29 | +10  |                             |
| 8    | Hércules C. F.            | 40   | 38 | 14 | 12 | 12 | 49 | 47 | +2   |                             |
| 9    | C. D. Alcoyano            | 39   | 38 | 15 | 9  | 14 | 48 | 44 | +4   |                             |
| 10   | C. D. Olímpic de Xàtiva   | 39   | 38 | 13 | 13 | 12 | 41 | 41 | 0    |                             |
| 11   | C. F. Gandía              | 38   | 38 | 12 | 14 | 12 | 32 | 30 | +2   |                             |
| 12   | Albacete Balompié         | 36   | 38 | 11 | 14 | 13 | 46 | 45 | +1   |                             |
| 13   | Torrevieja C. F.          | 35   | 38 | 12 | 11 | 15 | 45 | 52 | −7   |                             |
| 14   | R. B. Linense             | 35   | 38 | 10 | 15 | 13 | 36 | 41 | −5   |                             |
| 15   | U. D. Melilla             | 35   | 38 | 13 | 9  | 16 | 37 | 49 | −12  |                             |
| 16   | Granada C. F.             | 32   | 38 | 10 | 12 | 16 | 40 | 47 | −7   | Descenso a Tercera División |
| 17   | Polideportivo Almería (D) | 28   | 38 | 11 | 6  | 21 | 37 | 59 | −22  | Descenso a Tercera División |
| 18   | Algeciras C. F. (D)       | 27   | 38 | 6  | 15 | 17 | 28 | 43 | −15  | Descenso a Tercera División |
| 19   | C. F. Lorca Deportiva (D) | 26   | 38 | 8  | 10 | 20 | 20 | 53 | −33  | Descenso a Tercera División |
| 20   | Nules C. F. (D)           | 23   | 38 | 7  | 9  | 22 | 32 | 66 | −34  | Descenso a Tercera División |

 Fuente: BDFutbol
Criterios de clasificación: Puntos · Enfrentamientos directos · Diferencia de goles · Goles a favor · Play-off

#### Resultados
| Local \ Visitante         | ALB | ALC | ALG | ATS | CAR | CEU | ELD | GAN | GRA | HER | LEV | LIN | LOR | MAR | MEL | NUL | OLI | PAL | TOR | VIL |
| ------------------------- | --- | --- | --- | --- | --- | --- | --- | --- | --- | --- | --- | --- | --- | --- | --- | --- | --- | --- | --- | --- |
| Albacete Balompié         | —   | 1–3 | 2–1 | 0–0 | 0–1 | 0–0 | 1–1 | 0–0 | 2–1 | 3–3 | 2–1 | 3–0 | 2–0 | 1–2 | 2–0 | 2–1 | 3–0 | 3–1 | 2–2 | 1–2 |
| C. D. Alcoyano            | 1–1 | —   | 2–1 | 0–1 | 1–0 | 0–0 | 3–0 | 1–0 | 1–1 | 2–2 | 1–2 | 2–1 | 0–1 | 2–1 | 3–0 | 4–2 | 3–0 | 2–1 | 2–1 | 1–1 |
| Algeciras C. F.           | 0–0 | 0–1 | —   | 0–0 | 0–0 | 1–1 | 0–1 | 0–1 | 0–0 | 0–1 | 1–1 | 3–2 | 0–1 | 1–1 | 2–2 | 4–3 | 2–1 | 3–0 | 0–1 | 2–2 |
| Atlético Sanluqueño C. F. | 1–3 | 2–0 | 0–0 | —   | 1–0 | 0–0 | 0–0 | 3–1 | 2–1 | 3–0 | 1–1 | 4–2 | 2–0 | 0–0 | 5–0 | 3–1 | 0–1 | 1–1 | 6–0 | 0–0 |
| Cartagena F. C.           | 0–0 | 1–2 | 3–0 | 2–0 | —   | 0–1 | 0–1 | 0–4 | 0–1 | 1–0 | 1–1 | 2–1 | 3–0 | 1–0 | 0–0 | 4–1 | 2–0 | 4–1 | 1–0 | 0–1 |
| A. D. Ceuta               | 3–0 | 1–0 | 1–0 | 3–0 | 0–0 | —   | 0–1 | 0–0 | 2–0 | 1–0 | 0–0 | 2–2 | 3–0 | 0–0 | 0–0 | 2–1 | 2–0 | 1–0 | 5–2 | 1–1 |
| C. D. Eldense             | 1–0 | 2–0 | 1–0 | 0–2 | 1–1 | 0–0 | —   | 1–0 | 2–0 | 2–0 | 0–0 | 2–1 | 1–1 | 1–0 | 3–0 | 2–0 | 0–0 | 1–1 | 1–1 | 1–0 |
| C. F. Gandía              | 1–1 | 1–1 | 2–0 | 2–1 | 0–1 | 0–0 | 0–0 | —   | 0–1 | 1–3 | 0–1 | 1–0 | 0–0 | 0–3 | 1–2 | 1–0 | 0–0 | 3–0 | 1–0 | 0–0 |
| Granada C. F.             | 2–1 | 0–0 | 0–0 | 0–1 | 2–0 | 0–1 | 2–2 | 0–1 | —   | 1–1 | 0–1 | 0–0 | 4–0 | 0–2 | 2–1 | 1–1 | 3–5 | 2–0 | 2–2 | 2–0 |
| Hércules C. F.            | 1–1 | 2–2 | 1–0 | 0–1 | 1–0 | 0–0 | 2–0 | 1–1 | 4–1 | —   | 2–1 | 1–0 | 4–1 | 1–0 | 0–1 | 1–1 | 1–1 | 2–0 | 2–0 | 4–3 |
| Levante U. D.             | 1–0 | 2–1 | 3–0 | 1–0 | 3–0 | 5–4 | 1–1 | 0–0 | 2–0 | 4–1 | —   | 2–1 | 4–2 | 1–0 | 2–1 | 3–0 | 1–0 | 2–1 | 1–0 | 2–0 |
| R. B. Linense             | 3–2 | 1–0 | 0–0 | 1–0 | 0–0 | 1–1 | 1–1 | 1–0 | 1–1 | 1–1 | 1–1 | —   | 1–0 | 1–0 | 3–0 | 0–0 | 0–0 | 0–0 | 1–0 | 1–0 |
| C. F. Lorca Deportiva     | 1–0 | 1–2 | 1–1 | 0–0 | 0–1 | 0–2 | 2–0 | 0–0 | 2–1 | 1–2 | 0–4 | 1–1 | —   | 0–0 | 1–0 | 1–0 | 0–0 | 1–0 | 0–0 | 1–1 |
| Atlético Marbella         | 3–1 | 1–1 | 1–0 | 3–0 | 1–1 | 2–1 | 3–0 | 1–1 | 2–5 | 1–1 | 0–2 | 2–2 | 3–0 | —   | 1–1 | 2–1 | 0–0 | 3–1 | 2–0 | 2–1 |
| U. D. Melilla             | 1–2 | 2–0 | 1–1 | 1–1 | 1–0 | 1–0 | 4–2 | 0–1 | 0–0 | 2–1 | 1–1 | 1–0 | 2–0 | 0–0 | —   | 3–1 | 2–1 | 0–1 | 1–2 | 1–2 |
| Nules C. F.               | 1–1 | 3–2 | 0–1 | 0–1 | 0–3 | 0–0 | 1–0 | 1–2 | 1–1 | 1–0 | 0–3 | 0–1 | 2–1 | 2–1 | 2–3 | —   | 0–1 | 2–1 | 0–1 | 1–1 |
| C. D. Olímpic de Xàtiva   | 2–2 | 2–0 | 1–0 | 1–1 | 0–2 | 1–0 | 1–1 | 1–4 | 2–0 | 2–1 | 3–1 | 0–0 | 3–0 | 0–1 | 3–1 | 0–1 | —   | 1–1 | 1–1 | 2–1 |
| Polideportivo Almería     | 2–0 | 3–2 | 0–2 | 0–1 | 1–2 | 1–2 | 3–2 | 4–1 | 1–0 | 1–0 | 1–2 | 2–1 | 1–0 | 1–1 | 0–1 | 0–0 | 3–2 | —   | 3–2 | 0–2 |
| Torrevieja C. F.          | 1–0 | 2–0 | 3–0 | 1–2 | 2–1 | 4–4 | 0–2 | 1–1 | 0–2 | 5–1 | 0–3 | 3–1 | 1–0 | 0–1 | 1–0 | 1–1 | 1–1 | 3–0 | —   | 1–1 |
| Villarreal C. F.          | 1–1 | 1–0 | 2–2 | 1–1 | 1–1 | 0–0 | 1–0 | 1–0 | 4–1 | 1–1 | 3–0 | 3–2 | 2–0 | 1–0 | 2–0 | 8–0 | 0–2 | 2–0 | 0–0 | —   |

## Resumen
Campeones de Segunda División B y ascienden a Segunda división:
| - Bilbao Athletic | - Palamós Club de Fútbol | - Atlético Madrileño | - Levante Unión Deportiva |

Descienden a Tercera división: 
| Grupo I - Club Deportivo Arenteiro - Santoña Club de Fútbol - Real Oviedo Aficionados - Bergantiños Fútbol Club | Grupo II - Fútbol Club Barcelona Aficionados - Club Deportivo Cala Millor - Club Deportivo Arnedo - Unión Deportiva Poblense - Terrassa Futbol Club - Club Deportivo Santa Ponsa | Grupo III - Unión Deportiva San Sebastián de los Reyes - Unión Polideportiva Plasencia - Betis Deportivo - Club Deportivo Don Benito - Sociedad Deportiva Gimnástica Medinense | Grupo IV - Club Polideportivo Almería - Algeciras Club de Fútbol - Club de Fútbol Lorca Deportiva - Club de Fútbol Nules |

## Copa del Rey
Tan solo los campeones de cada grupo se clasifican para la siguiente edición de la Copa del Rey.